# Paula Denyer
Paul Charles Denyer, noto in passato anche come Paula (Sydney, 14 aprile 1972), è un serial killer australiano.
Attualmente sconta l'ergastolo presso il carcere di Barwon per l'uccisione di Elizabeth Stevens, diciottenne, Debbie Fream, ventiduenne e Natalie Russell, diciassettenne avvenute tutte a Frankston, in Victoria. Denyer è conosciuto anche con il titolo di "Serial killer di Frankston (Frankston Serial Killer)".

## Primi anni
Secondo i ricordi della madre, da bambino Denyer cadde dalla tavola e riportò un trauma alla testa. Inoltre suo fratello David, trovando Paul sul suo letto a saltare, gli sbatté violentemente il capo contro la parte anteriore del letto. Ma non sempre Denyer fu la vittima; uccise infatti a coltellate il gatto di famiglia e lo impiccò ad un albero. Spesso rubava la biancheria intima dei vicini e si masturbava con essa.

## Omicidi
Durante un periodo di sette settimane del 1993, Denyer, all'epoca ventunenne, perseguitò e uccise tre donne che vivevano nel sobborgo di Melbourne, Frankston. La motivazione dei suoi crimini fu evidente durante un interrogatorio a cui la polizia sottopose il reo, il quale esternò il suo odio verso tutte le donne.
POLIZIA: Può spiegare perché le sue vittime sono donne?
DENYER: Perché le odio.
POLIZIA: Chiedo scusa...
DENYER: Le odio.
POLIZIA: Queste ragazze in particolare o le donne in generale?
DENYER: In generale.

## Richiesta di cambio sesso
Mentre era in carcere, Paul, che cominciò a identificarsi come Paula, chiese il permesso di acquistare e usare cosmetici da donna, ma tale richiesta fu subito negata. Inoltre si interessò alla possibilità data ai prigionieri dalla legge locale di eseguire un cambio di sesso, ma non fu considerato idoneo all'intervento neanche dai medici specialisti.
Da allora Denyer ha ripreso a identificarsi come Paul.

## Asta online di una lettera
Una lettera scritta da Denyer a una libreria negli Stati Uniti fu messa in vendita su internet tramite il meccanismo delle aste online nel mese di agosto del 2007 tramite il sito MurderAuction.com. La lettera era firmata Paula. Tra i commenti posti dal venditore sul sito si può leggere:

"Il serial killer australiano Paul Denyer, conosciuto con lo pseudonimo di Frankston Serial Killer, preferisce farsi chiamare Paula. Infatti egli ha firmato questa missiva come Paula. Nel mittente si può leggere 'Paula Denyer' con le restanti informazioni per il recapito scritte in 9 linee di sua mano".

## Ulteriori informazioni
- The Frankston Murders: The True Story of Serial Killer Paul Denyer ISBN 1-877006-00-9, di Vikki Petraitis.